# Umaixaül
Umaixaül (en rus: Умашаул) és un poble de la república del Daguestan, a Rússia. Segons el cens del 2010 tenia 1.453 habitants.